# Sablé Football Club
Vous pouvez aider à l'améliorer ou bien discuter des problèmes sur sa page de discussion.
- Il ne cite pas suffisamment ses sources. Vous pouvez indiquer les passages à sourcer avec {{référence nécessaire}} ou {{Référence souhaitée}}, et inclure les références utiles en les liant aux notes de bas de page. (Marqué depuis août 2024)
- Certaines informations devraient être mieux reliées aux sources mentionnées dans la bibliographie ou les liens externes. Améliorez sa vérifiabilité en les associant par des références. (Marqué depuis août 2024)

- Archive Wikiwix
- Bing
- Cairn
- DuckDuckGo
- E. Universalis
- Gallica
- Google
- G. Books
- G. News
- G. Scholar
- Persée
- Qwant
- (zh) Baidu
- (ru) Yandex
- (wd) trouver des œuvres sur Wikidata

Maillots
Actualités
Le Sablé Football Club est un club de football français basé à Sablé-sur-Sarthe dans le département de la Sarthe.
Le club évolue de 2010 à 2025 en National 3 anciennement appelé CFA 2, après deux montées successives.

## Palmarès
- Champion du Maine : 1990

## Histoire
Le Sablé Football Club est fondé en 1986 par fusion de trois clubs : l'Étoile Sabolienne présidée par Gérard Nais (1945-2013); l'Association Sportive de Sablé présidée par Maurice Pottier (1928-2003) ; et Sablé-Relaxe.

## Stade
Le club évolue actuellement au stade Rémy Lambert, d'une capacité de 4000 places, dont 500 assises. Le record d'affluence du stade a été battu le 7 janvier 2012 lors de la victoire aux tirs au but du club en 32èmes de finale de Coupe de France de football face à Sedan. Sablé avait alors attiré près de 4000 spectateurs.

## Coupe de France
- 2011-2012 : élimination en 16° de finale par le Paris Saint-Germain
- 2019-2020 : élimination en 32° contre Pau FC

Le club obtient ses meilleurs résultats lors de la saison 2011-2012 : au 7e tour, Sablé s'impose face au Poiré sur Vie (National) sur le score de 4 buts à 2, avant d'éliminer La Vitréenne (CFA) au 8e tour (4-1). 
Lors des 32e de finale, Sablé élimine aux tirs au but Sedan 3-3 (tab 4-2), club de ligue 2. 
Ils jouent en 16e de finale contre le PSG. Malgré une belle opposition, les Sarthois sont éliminés (0 à 4) le vendredi 20 janvier 2012 au MMArena du Mans devant 25 000 supporters (doublés de Nenê et de Gameiro).

## Entraîneurs
- 1986-1989 : Pierre Lami
- 1989-1995 :  Jean-Michel Godart
- 1995-1996 :  Camille Geffriaud
- 1996 : Philippe Froger
- 1996-1997 : Hervé Pondard et Eric Nais
- 1998-1999 : Rémy Cavailles
- 1999-2002 : Olivier Blino
- 2002-2007 : Ante Hamerschmit
- 2007-2009 : Aldo Guibot
- 2009- 2019:  Olivier Pignolet
- 2019 - 2020 : Olivier Pédémas
- 2020 - 2024 :  Jérôme Drouin
- depuis 2024 :  Julien Sourice